# Палестина на Светском првенству у атлетици на отвореном 2015.
Палестина је учествовала на Светском првенству у атлетици на отвореном 2015. одржаном у Пекингу од 22. до 30. августа четрнаесто пут. Репрезентацију Палестине представљала су два такмичара (1 мушкарац и 1 жена) који су се такмичили у 2 дисциплине.,
На овом првенству Палестина није освојила ниједну медаљу. Остварен је један најбољи лични резултат сезоне.

## Учесници
| Мушкарци: - Мухамед Абукхоуса — 200 м | Жене: - Мајада Ал-Сајед — Маратон |  |

## Резултати

### Мушкарци
| Атлетичар         | Дисциплина | Лични рекорд | Квалификације | Квалификације | Полуфинале           | Полуфинале           | Финале               | Финале       | Детаљи |
| Атлетичар         | Дисциплина | Лични рекорд | Резултат      | Место         | Резултат             | Место                | Резултат             | Место        | Детаљи |
| ----------------- | ---------- | ------------ | ------------- | ------------- | -------------------- | -------------------- | -------------------- | ------------ | ------ |
| Мухамед Абукхоуса | 100 м      | 21,26        | 21,36 ЛРС     | 7. у гр. 1    | Није се квалификовао | Није се квалификовао | Није се квалификовао | 47 / 54 (60) |        |

### Жене
| Атлетичарка     | Дисциплина | Лични рекорд | Финале   | Финале       | Детаљи |
| Атлетичарка     | Дисциплина | Лични рекорд | Резултат | Место        | Детаљи |
| --------------- | ---------- | ------------ | -------- | ------------ | ------ |
| Мајада Ал-Сајед | Маратон    | 2:41:44      | 2:53:39  | 50 / 52 (67) |        |